# Lista comunelor din Biskra

Harta Algeriei cu provincia Biskra evidențiată

Din provincia Biskra fac parte următoarele comune:
- Aïn Naga
- Ain Zaatout
- Biskra
- Bordj Ben Azzouz
- Bouchagroune
- Branis
- Chetma
- Djemorah
- Doucen
- Ech Chaïba
- El Feidh
- El Ghrous
- El Hadjeb
- El Haouch
- El Kantara
- El Outaya
- Foughala
- Khenguet Sidi Nadjil
- Lichana
- Lioua
- M'Chouneche
- Mekhadma
- Meziraa
- M'Lili
- Ouled Djellal
- Ouled Harkat
- Ouled Sassi
- Oumache
- Ourlala
- Sidi Khaled
- Sidi Okba
- Tolga
- Zeribet El Oued